# Часослов Жанны д’Эврё

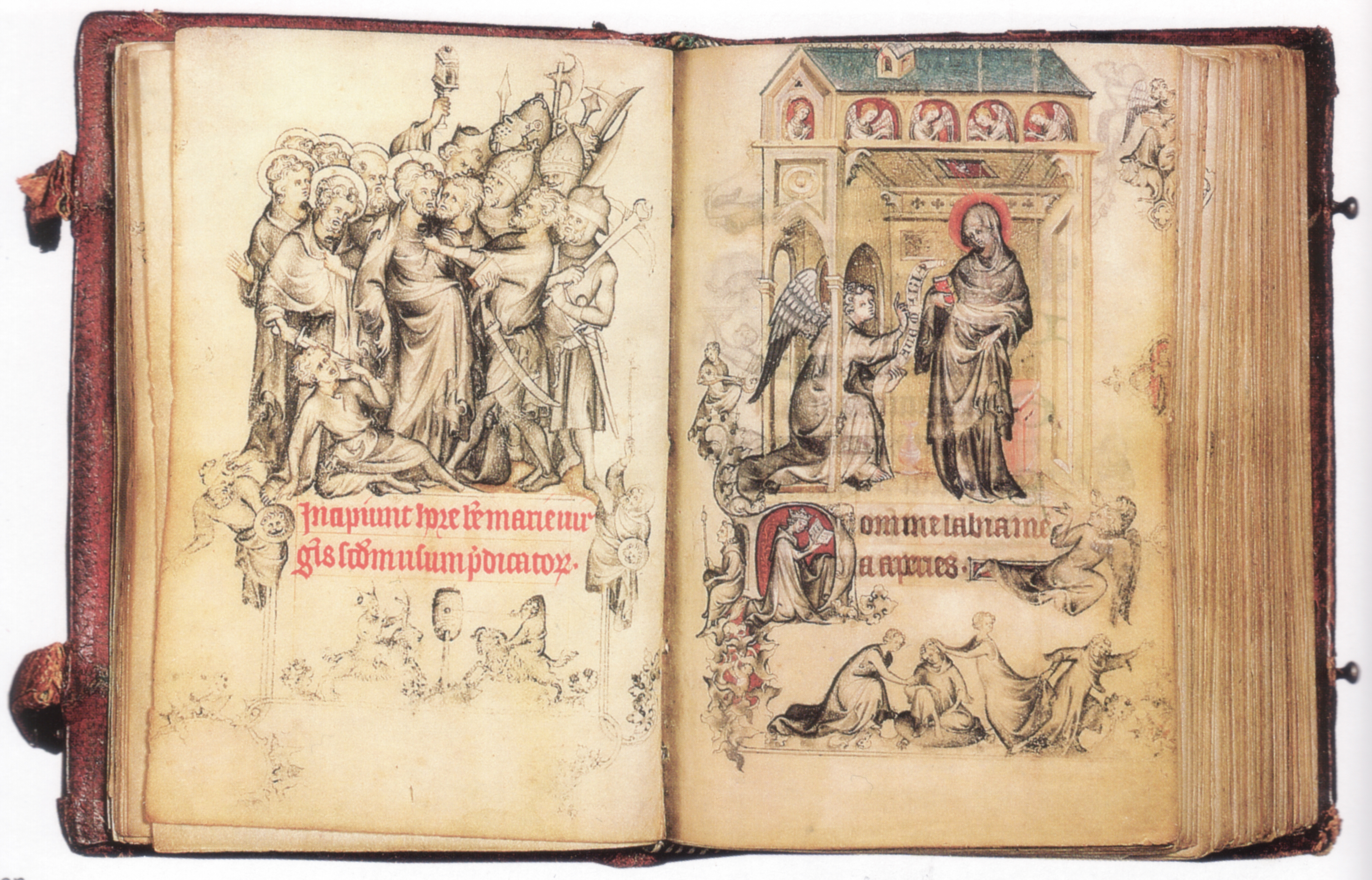

Часослов Жанны д’Эврё — манускрипт европейского Средневековья. Был создан между 1324 и 1328 годами Жаном Пюселем для Жанны д’Эврё, третьей жены короля Франции Карла IV.

## Техника исполнения
Техникой исполнения Пюсель превосходит предшественников, используя чёрные контуры, пунктирные линии, красные контуры с тенями сангиной и блестящими красками. Тем самым Пюсель открывает технику гризайль, которая придаёт странице большую декоративную целостность, персонажам — пластичность, а стилю — непосредственность.

## История манускрипта
В XIX столетии владельцами рукописи стали Ротшильды. Сначала книгу купил Адольф Ротшильд из Женевы. После его смерти в 1900 году часослов перешёл к его племяннику Морису Ротшильду, проживавшему в Париже. В 1940 году во время немецко-фашистской оккупации Франции немцы конфисковали манускрипт, отправив его в замок Нойшванштайн на территории Германии. В 1948 году он был возвращён бывшему владельцу, который в 1954 году продал его Метрополитен-музею в Нью-Йорке, где ныне часослов выставлен в клуатрах при музее.

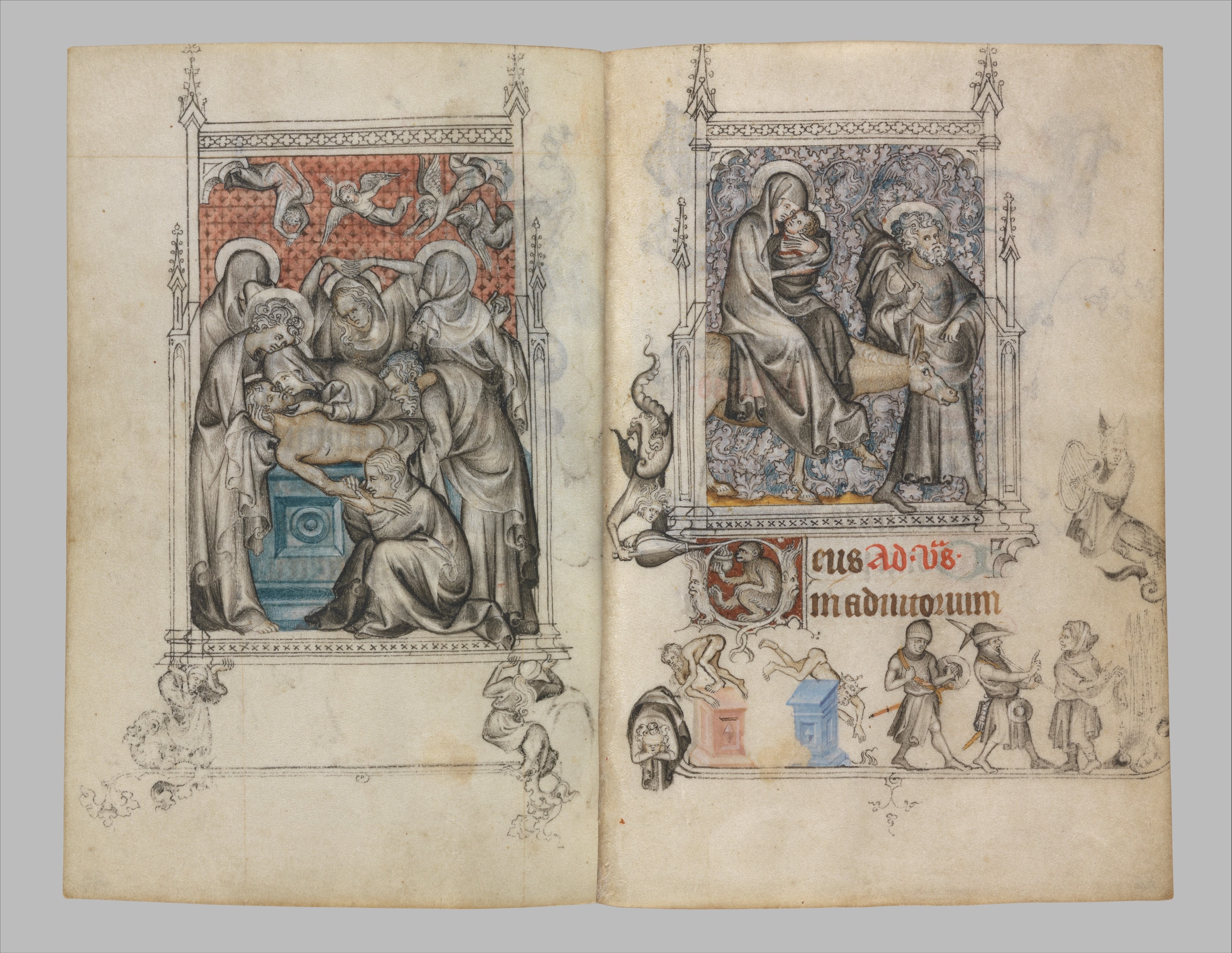
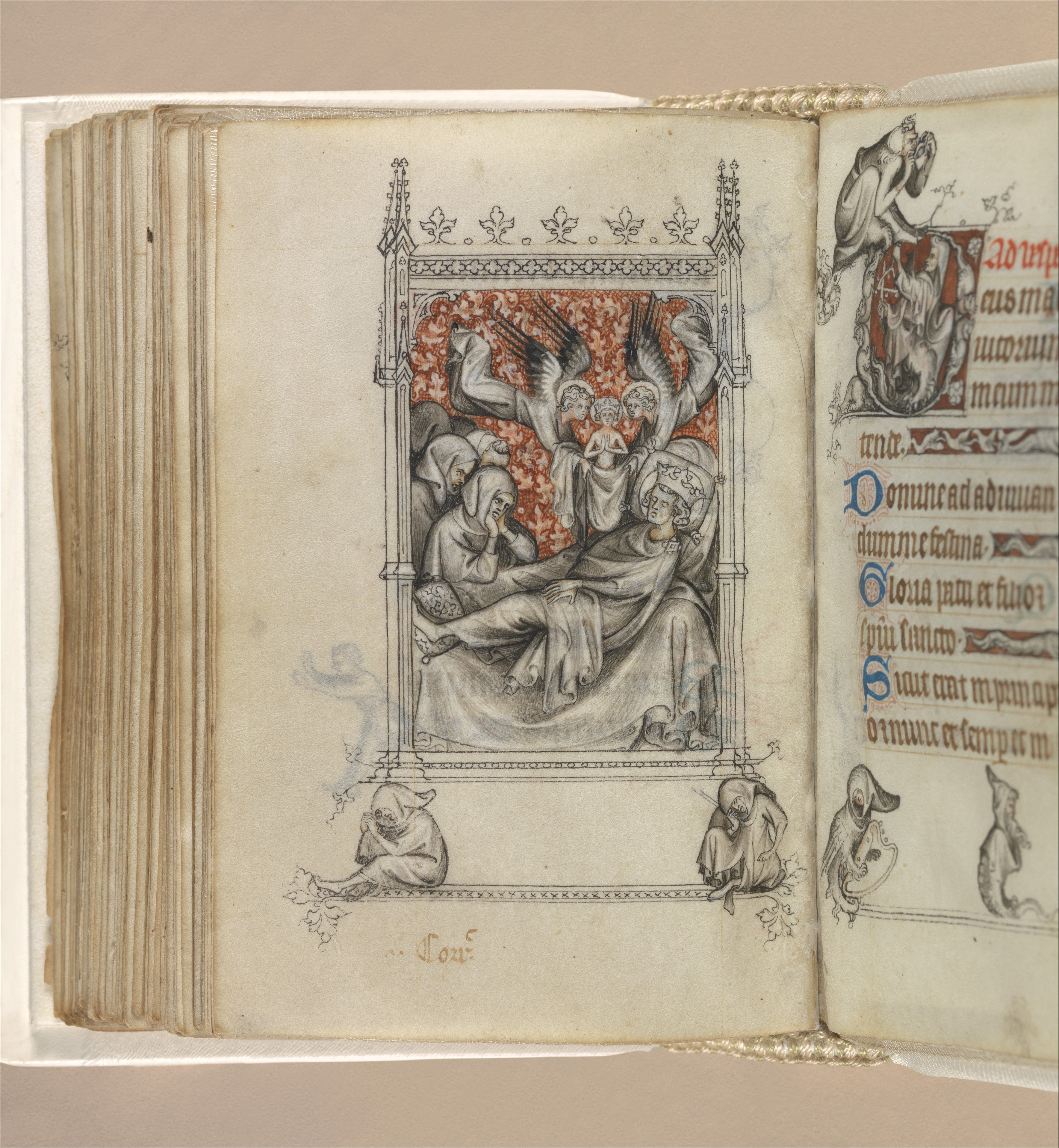
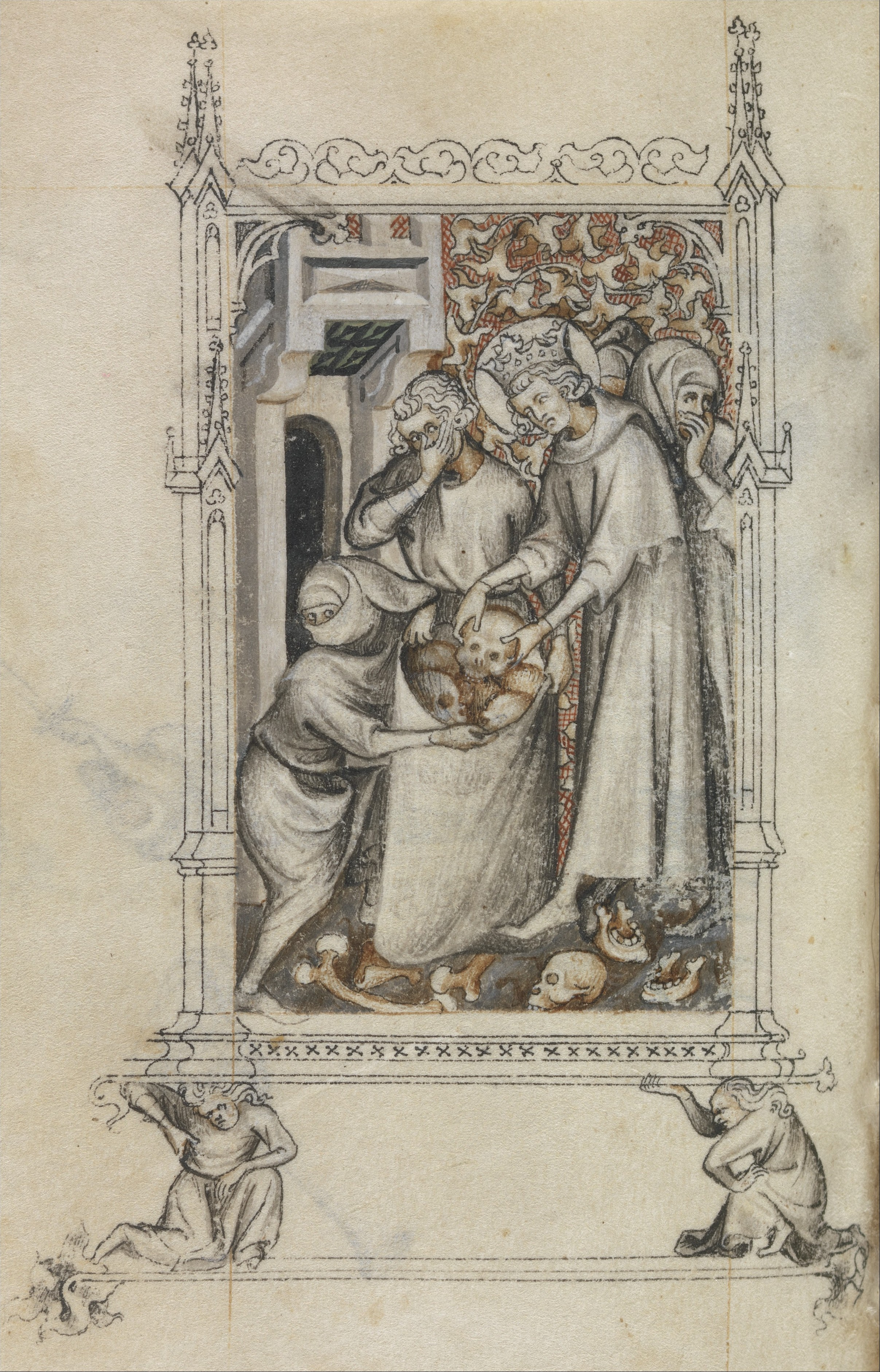
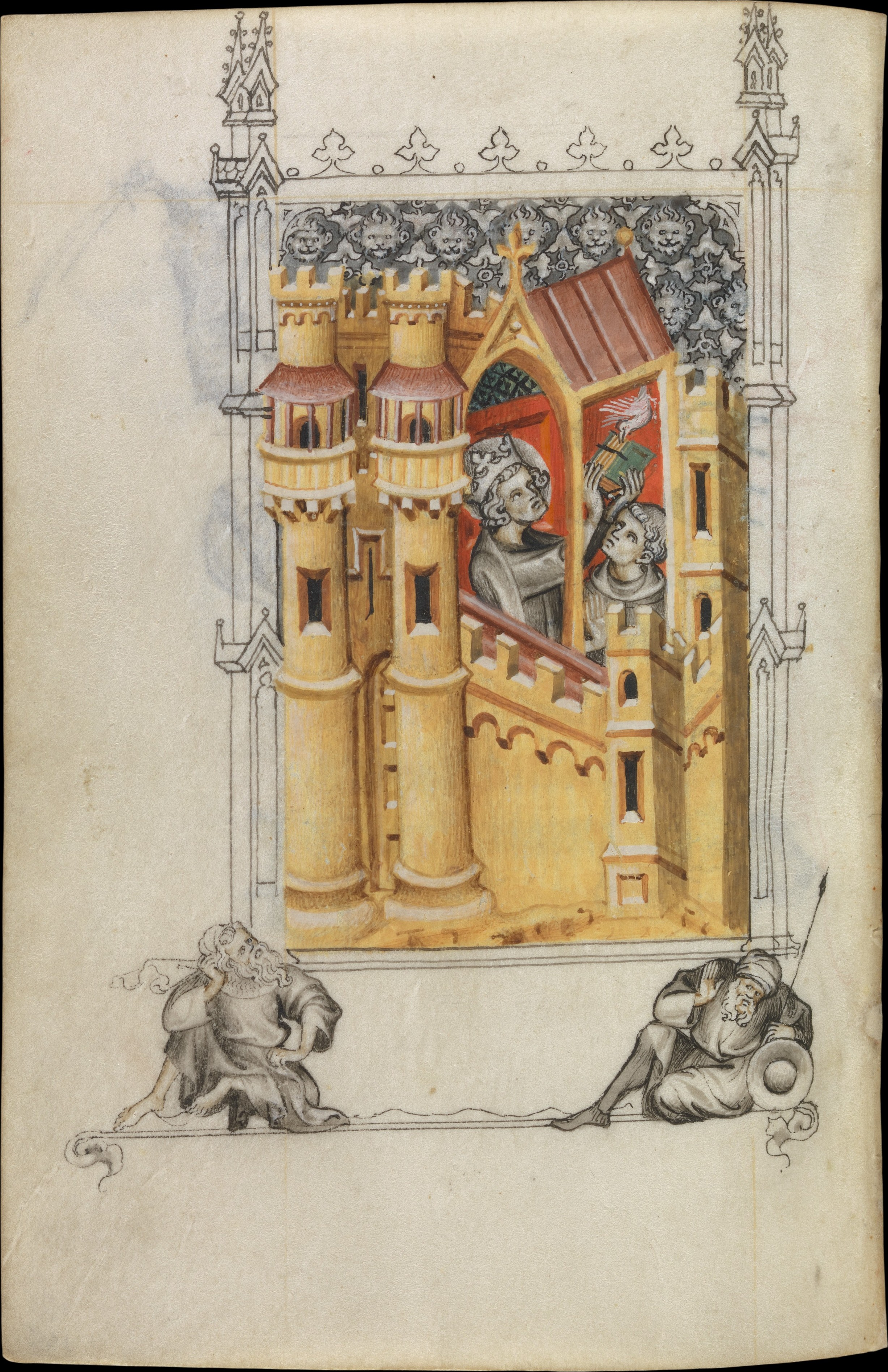
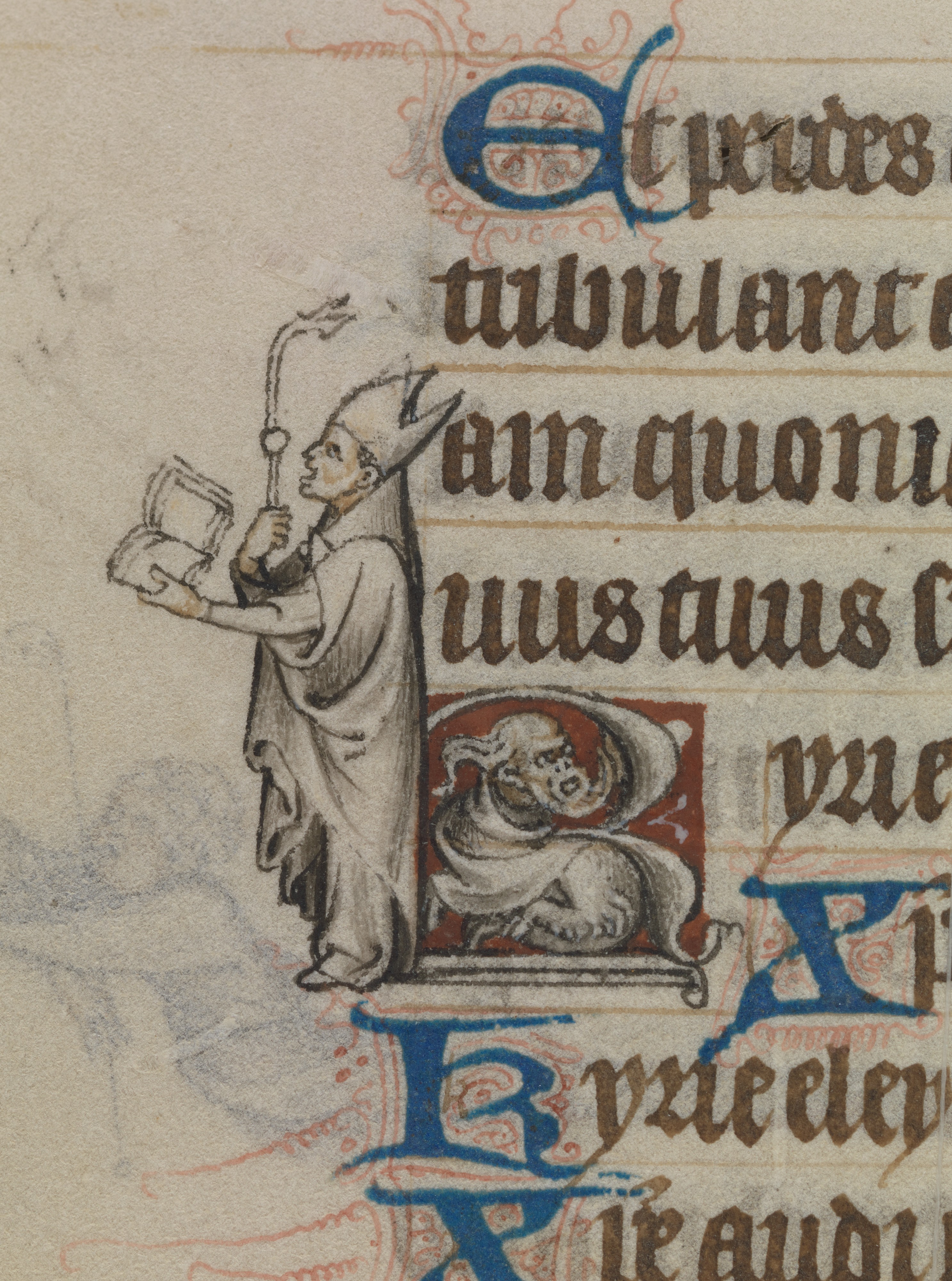
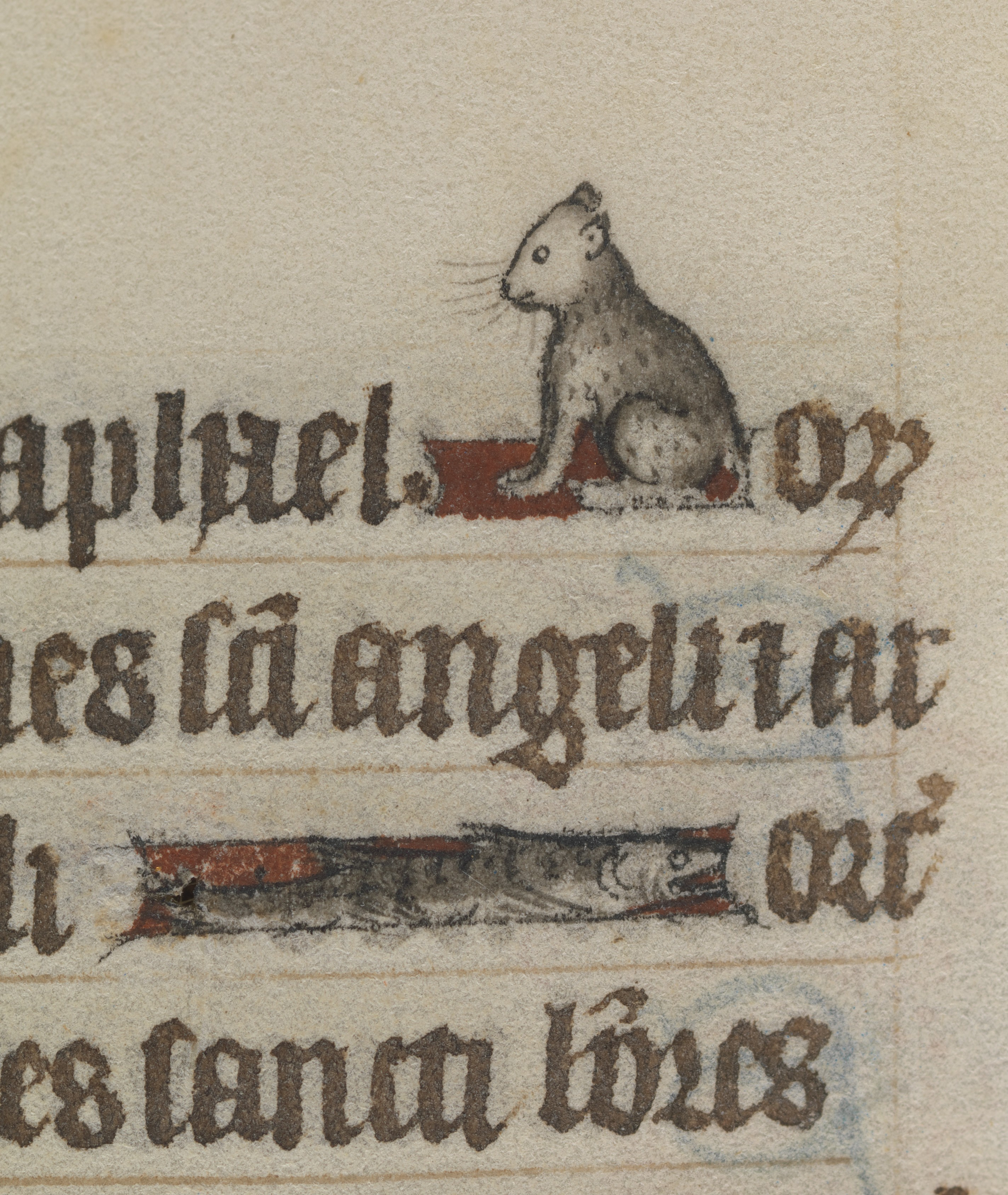
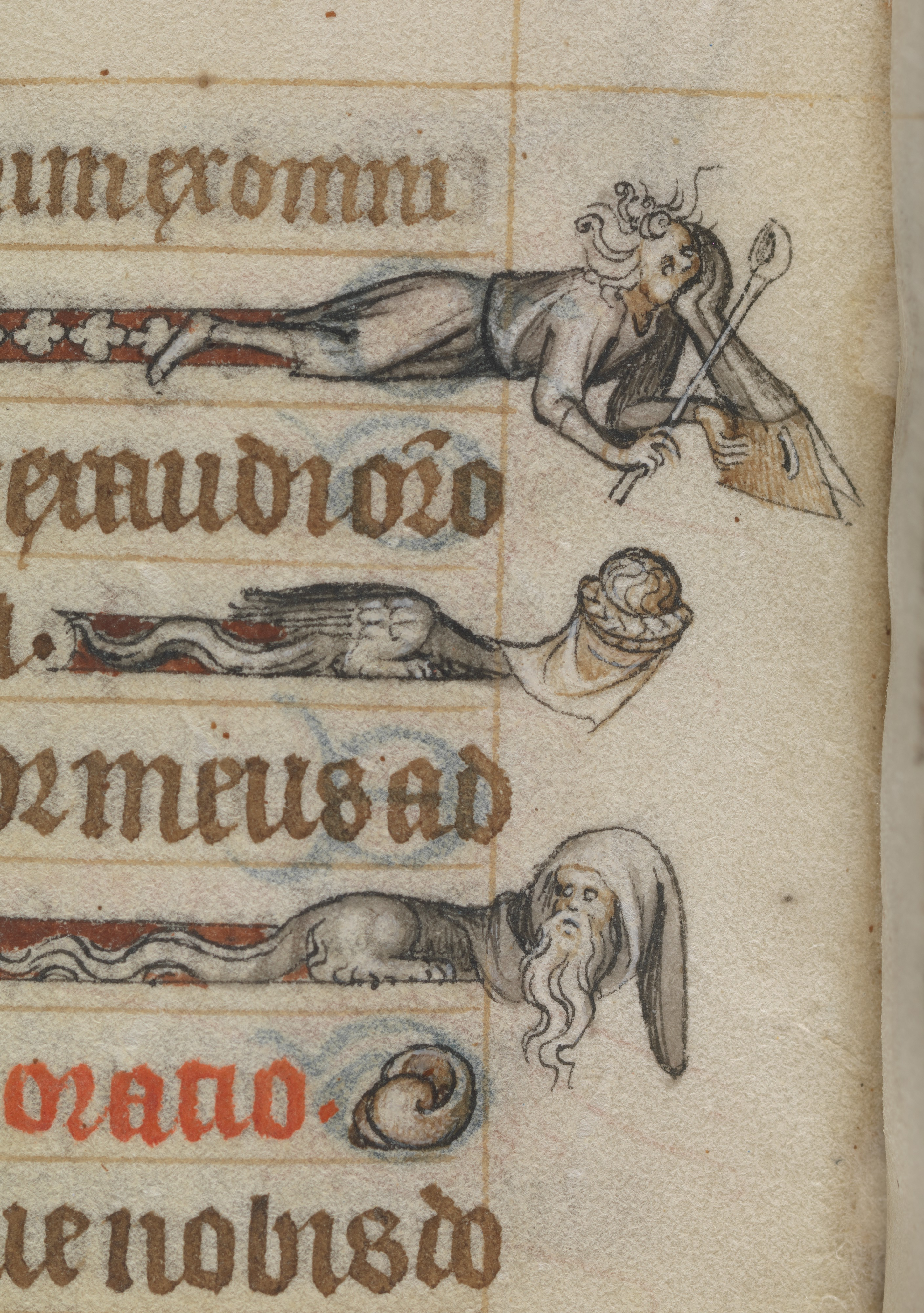